# Чемпионат России по фигурному катанию 2011
Чемпионат России по фигурному катанию на коньках 2011 года — соревнование по фигурному катанию среди российских фигуристов сезона 2010/2011 года, организуемое Федерацией фигурного катания на коньках России.
На чемпионате спортсмены соревновались в мужском и женском одиночном катании, парном фигурном катании и в спортивных танцах на льду.
Турнир прошёл с 26 по 29 декабря 2010 года в Саранске.

## Состав сборных команд
На чемпионате был определён состав сборной команды России на чемпионат Европы 2011 года. В команду вошли:
- Мужчины: Константин Меньшов, Артур Гачинский, запасные — Сергей Воронов, Жан Буш;
- Женщины: Алена Леонова, Ксения Макарова, запасная — Софья Бирюкова;
- Пары: Юко Кавагути / Александр Смирнов, Вера Базарова / Юрий Ларионов, Катарина Гербольдт / Александр Энберт, запасные — Любовь Илюшечкина / Нодари Маисурадзе, Ксения Столбова / Фёдор Климов.
- Танцы на льду: Екатерина Боброва / Дмитрий Соловьев, Екатерина Рязанова / Илья Ткаченко, Елена Ильиных / Никита Кацалапов, запасные — Яна Хохлова / Фёдор Андреев, Кристина Горшкова / Виталий Бутиков.

На этом же чемпионате был определён состав команды России на соревнования по фигурному катанию на зимней Универсиаде в Эрзуруме. В сборную вошли:
- Мужчины: Сергей Воронов, Иван Бариев, Денис Леушин;
- Женщины: Мария Артемьева, Екатерина Козырева;
- Пары: Любовь Илюшечкина / Нодари Маисурадзе, Сабина Имайкина / Константин Безматерных (третья пара была определена позже, ею стали Ксения Озерова / Денис Голубев).
- Танцы: Кристина Горшкова / Виталий Бутиков, Ангелина Телегина / Валентин Молотов.

## Результаты

### Мужчины
| Место | Имя                 | Город           | Сумма баллов | КП | ПП |
| ----- | ------------------- | --------------- | ------------ | -- | -- |
| 1     | Константин Меньшов  | Санкт-Петербург | 225.17       | 1  | 1  |
| 2     | Артур Гачинский     | Санкт-Петербург | 211.28       | 9  | 2  |
| 3     | Жан Буш             | Челябинск       | 204.98       | 5  | 4  |
| 4     | Сергей Воронов      | Москва          | 204.71       | 13 | 3  |
| 5     | Иван Третьяков      | Москва          | 204.54       | 3  | 6  |
| 6     | Гордей Горшков      | Санкт-Петербург | 203.50       | 4  | 5  |
| 7     | Артур Дмитриев      | Санкт-Петербург | 202.72       | 2  | 9  |
| 8     | Денис Леушин        | Москва          | 196.17       | 8  | 8  |
| 9     | Иван Бариев         | Москва          | 193.61       | 12 | 7  |
| 10    | Владислав Сезганов  | Санкт-Петербург | 190.37       | 7  | 10 |
| 11    | Максим Ковтун       | Екатеринбург    | 188.50       | 6  | 12 |
| 12    | Марк Шахматов       | Москва          | 185.02       | 11 | 11 |
| 13    | Станислав Самохин   | Москва          | 184.36       | 10 | 13 |
| 14    | Александр Николаев  | Москва          | 164.58       | 14 | 14 |
| 15    | Константин Милюков  | Казань          | 154.53       | 15 | 16 |
| 16    | Феодосий Ефременков | Москва          | 149.93       | 17 | 15 |
| 17    | Никита Михайлов     | Москва          | 141.50       | 16 | 17 |

### Женщины
| Место | Имя                   | Город              | Сумма баллов | КП | ПП |
| ----- | --------------------- | ------------------ | ------------ | -- | -- |
| 1     | Аделина Сотникова     | Москва             | 197.44       | 2  | 1  |
| 2     | Алена Леонова         | Санкт-Петербург    | 187.68       | 3  | 2  |
| 3     | Елизавета Туктамышева | Санкт-Петербург    | 180.71       | 7  | 3  |
| 4     | Юлия Липницкая        | Москва             | 176.27       | 5  | 4  |
| 5     | Ксения Макарова       | Санкт-Петербург    | 173.91       | 1  | 6  |
| 6     | Софья Бирюкова        | Москва             | 159.14       | 4  | 8  |
| 7     | Полина Шелепень       | Москва             | 159.03       | 9  | 7  |
| 8     | Роза Щевелева         | Московская область | 156.81       | 13 | 5  |
| 9     | Полина Агафонова      | Санкт-Петербург    | 154.48       | 6  | 10 |
| 10    | Полина Коробейникова  | Москва             | 152.15       | 10 | 9  |
| 11    | Александра Деева      | Москва             | 144.07       | 11 | 11 |
| 12    | Мария Артемьева       | Санкт-Петербург    | 139.35       | 8  | 13 |
| 13    | Анна Новичкина        | Москва             | 126.90       | 14 | 14 |
| 14    | Софья Мишина          | Москва             | 124.22       | 16 | 12 |
| 15    | Анна Афонькина        | Москва             | 122.24       | 12 | 15 |
| 16    | Евгения Почуфарова    | Московская область | 109.85       | 15 | 16 |

### Пары
| Место | Имя                                      | Регион          | Сумма баллов | КП | ПП |
| ----- | ---------------------------------------- | --------------- | ------------ | -- | -- |
| 1     | Татьяна Волосожар / Максим Траньков      | Тверь/Москва    | 214.66       | 1  | 1  |
| 2     | Юко Кавагути / Александр Смирнов         | Санкт-Петербург | 201.44       | 2  | 2  |
| 3     | Вера Базарова / Юрий Ларионов            | Пермь           | 195.77       | 3  | 3  |
| 4     | Катарина Гербольдт / Александр Энберт    | Санкт-Петербург | 182.77       | 4  | 5  |
| 5     | Любовь Илюшечкина / Нодари Маисурадзе    | Москва          | 179.49       | 6  | 4  |
| 6     | Ксения Столбова / Фёдор Климов           | Санкт-Петербург | 168.08       | 5  | 6  |
| 7     | Мария Мухортова / Жером Бланшар          | Санкт-Петербург | 148.63       | 7  | 8  |
| 8     | Екатерина Петайкина / Максим Курдюков    | Москва          | 145.74       | 8  | 9  |
| 9     | Анастасия Мартюшева / Алексей Рогонов    | Москва          | 143.49       | 9  | 7  |
| 10    | Сабина Имайкина / Константин Безматерных | Санкт-Петербург | 139.20       | 10 | 10 |
| 11    | Ксения Озерова / Денис Голубев           | Санкт-Петербург | 98.75        | 11 | 11 |

### Танцы
| Место | Имя                                  | Регион             | Сумма баллов | КТ | ПТ |
| ----- | ------------------------------------ | ------------------ | ------------ | -- | -- |
| 1     | Екатерина Боброва / Дмитрий Соловьёв | Москва             | 164.93       | 1  | 1  |
| 2     | Екатерина Рязанова / Илья Ткаченко   | Московская область | 160.45       | 3  | 2  |
| 3     | Елена Ильиных / Никита Кацалапов     | Москва             | 149.72       | 2  | 4  |
| 4     | Яна Хохлова / Фёдор Андреев          | Москва             | 145.74       | 5  | 3  |
| 5     | Кристина Горшкова / Виталий Бутиков  | Москва             | 142.83       | 4  | 5  |
| 6     | Ангелина Телегина / Валентин Молотов | Мордовия           | 123.83       | 6  | 6  |
| 7     | Валерия Старыгина / Иван Волобуев    | Москва             | 113.57       | 7  | 7  |
| 8     | Анастасия Кабанова / Николай Бабин   | Московская область | 99.52        | 8  | 8  |
| 9     | Евгения Шахтарина / Денис Козлов     | Киров              | 77.83        | 9  | 9  |

## Расписание
(UTC+3)
- 26 декабря, воскресенье
  - 14:00 — 14:30 Открытие соревнований
  - 14:45 — 16:15 Короткий танец
  - 16:30 — 18:30 Пары — Короткая программа
  - 18:45 — 21:15 Мужчины — Короткая программа
- 27 декабря, понедельник
  - 14:00 — 16:30 Женщины — Короткая программа
  - 16:45 — 19:05 Пары — Произвольная программа
  - 19:20 — 22:20 Мужчины — Произвольная программа
- 28 декабря, вторник
  - 14:00 — 16:20 Женщины — Произвольная программа
  - 16:35 — 19:15 Произвольный танец
- 29 декабря, среда
  - 15:00 — 15:30 Награждение победителей и призёров соревнований
  - 15:45 — 18:15 Показательные выступления сильнейших фигуристов